# Hildulf

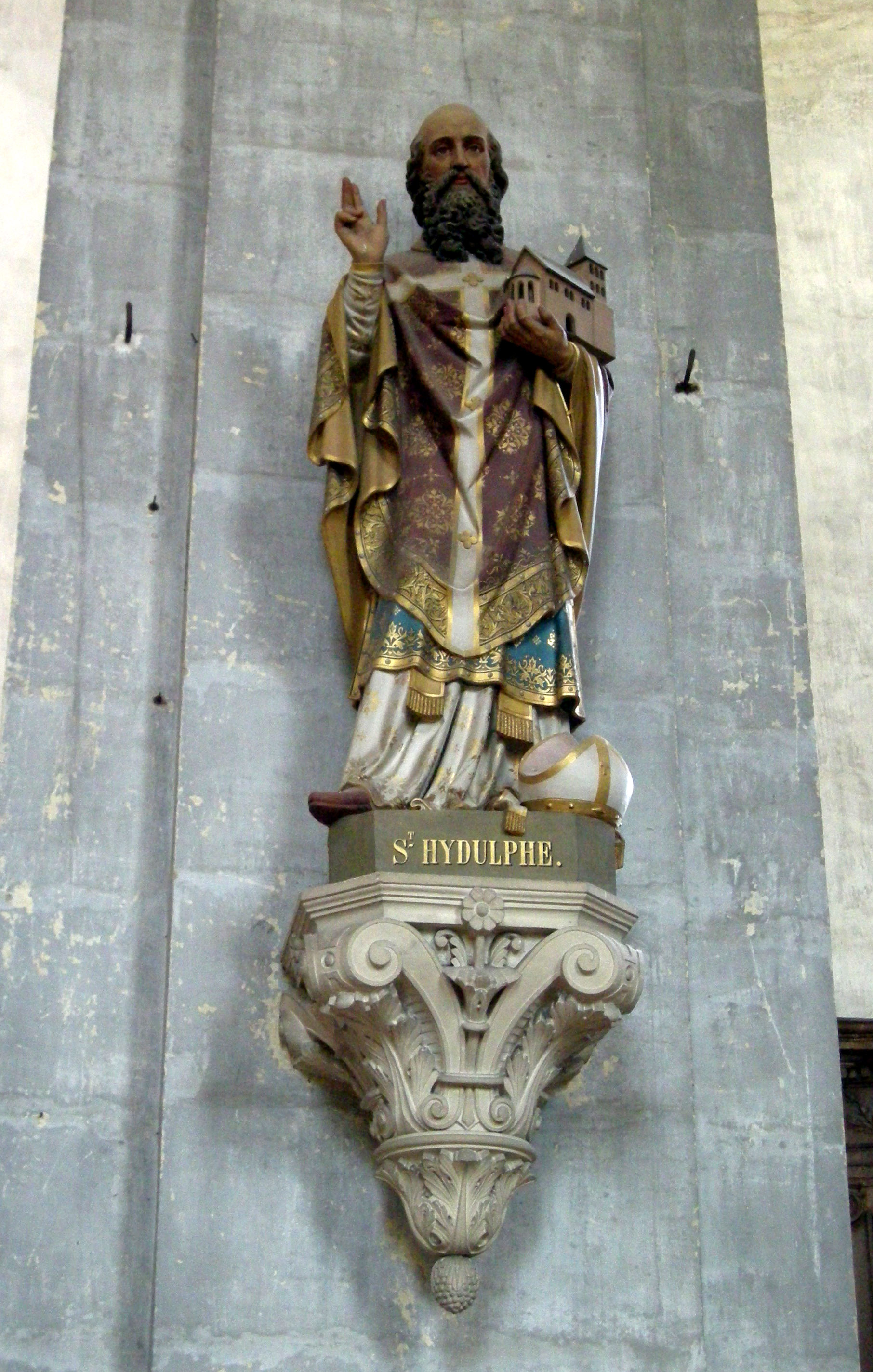
Der heilige Hildulf in der Abteikirche Moyenmoutier

Hildulf von Trier (auch Hidulf, Hidolf oder latinisiert Hildulfus, französisch Hidulphe, * um 612 in Bayern; † 11. Juli 707 in Mittelmünster (heute: Moyenmoutier im Elsass)) ist ein christlicher Heiliger. Er war Gründer und Abt der Benediktinerabtei Mittelmünster. Sein  Name leitet sich aus dem Althochdeutschen her und bedeutet „der kämpfende Wolf“ (freier übertragen auch „der Helfer in der Schlacht“). Sein katholischer Gedenktag ist der 11. Juli. Hildulf gilt als Patron gegen Nervenkrankheiten, Ängste und Epilepsie.

## Leben und Werk
Hildulf entstammte der Überlieferung nach einer bayrischen Adelsfamilie. Sein Bruder war Erhard von Regensburg. Die Eltern traten entschieden dem Wunsch Hildulfs entgegen, in ein Kloster einzutreten. Hildulf trat diesem Wunsch zuwiderlaufend ins Benediktinerkloster St. Maximin in Trier ein. Nach einigen Überlieferungen wurde er 666 Bischof von Trier, ein Amt, das er nach fünf Jahren wieder aufgab. In älteren Trier Bischofslisten wird Hildulf jedoch nicht als Bischof von Trier geführt. Dementsprechend fungierte er wahrscheinlich als Chorbischof von Trier.
Hildulf ließ sich 671 an der späteren Stelle der Abtei Mittelmünster (heute Moyenmoutier) im Elsass als Einsiedler nieder. Hier schlossen ihm sich Gleichgesinnte an. Mit zunehmender Anzahl an Schülern entwickelte sich die Gemeinschaft zum Kloster. Hidulf wurde zum Abt der Gemeinschaft, die später auf seinen Namen geweiht wurde. Hidulf war mit Deodatus von St. Dié befreundet und übernahm nach dessen Tod auch die Leitung des von diesem geführten Klosters an der Stelle der heutigen Kathedrale von St-Dié.
Hildulf wurde nach seinem Tod im Oratorium St. Georg in Mittelmünster bestattet. Heute wird sein Sarg in einem Gebäude auf dem Gelände des früher aufgegebenen Friedhofs gezeigt. Seine Gebeine kamen um 787 in die Kirche der Abtei Mittelmünster. Diese wurde in der Französischen Revolution aufgelöst.